# Luisa Maragliano
Luisa Maragliano (Gènova, 1931) és una soprano italiana, activa entre el final de la dècada del 1950 i l'inici de la del 1980.

## Biografia[1]
La seva carrera operística va començar en 1955 després d'una audició al Teatro Carlo Felice de Gènova, on va ser triada pel director d'orquestra Tristano Illersberg com una de les noies-flor de Klingsor de Parsifal de Richard Wagner. Amb aquest director va començar també una relació afectiva que acabaria en matrimoni.
Entre 1957 i el 1959 va treballar en teatres d'òpera italians. Va ser particularment important en aquella època el seu debut en 1959, en substitució d'Antonietta Stella, en La forza del destino de Verdi en l'Arena de Verona, on des de llavors seria una presència constant durant la dècada del 1970.
A continuació va cantar en tots els principals teatres del món, com ara La Scala de Milà, el San Carlo de Nàpols, el Teatre d'Òpera de Roma, la Staatsoper de Viena, en Filadèlfia, en el Metropolitan Opera de Nova York, l'Òpera de Chicago, en Miami -cantant La forza del destino juntament amb Manuel Ausensi-, el Convent Garden de Londres, el Teatre Colón de Buenos Aires i el Gran Teatre del Liceu de Barcelona. El teatre napolità va ser un dels seus preferits: entre les seves nombroses aparicions en aquest teatre figuren les interpretacions de Simon Boccanegra en 1969 al costat de Piero Cappuccilli en el seu debut en el rol i l'Attila inaugural de 1971. Altres actuacions importants de la carrera va ser l'obertura de la temporada de La Scala amb Luisa Miller en 1969 (en substitució de Montserrat Caballé) i I masnadieri al Maggio Musicale Fiorentino sota la direcció de Riccardo Muti.
El seu repertori va del Giulio Cesare de Händel fins al verisme, amb predilecció per Verdi. A més d'Aida ha interpretat Il trovatore, Un ballo in maschera, La traviata i en les ja citades Luisa Miller i La forza del destino. També ha interpretat òperes primerenques de Verdi, com ara Attila, I masnadieri, Nabucco, La battaglia di Legnano, I due Foscari i Ernani. Del repertori de Puccini ha interpretat La bohème, Manon Lescaut, Tosca, Madama Butterfly, Suor Angelica, Turandot (Liù); de la veristes ha interpret Andrea Chénier, Cavalleria rusticana, Francesca de Rimini.
Després de retirar-se dels escenaris es va dedicar a l'ensenyament del cant.

## Discografia
- Aida, amb Carlo Bergonzi, Fiorenza Cossotto, Aldo Protti, Nicolai Ghiaurov, dir. Francesco Molinari Pradelli - en directe a Verona 1961 ed. Lyric Distribution
- Il trovatore, amb Luigi Ottolini, Cornell MacNeil, Oralia Dominguez, dir. Fernando Previtali - en directe a Buenos Aires 1963 ed. Opera Lovers
- I due Foscari, amb Mario Zanasi, Renato Cioni, dir. Bruno Bartoletti - en directe a Roma 1968 ed. MRF
- Luisa Miller, amb Flaviano Labò, Cornell MacNeil, Nicola Rossi-Lemeni, Franca Mattiucci, dir. Bruno Bartoletti - en directe a Buenos Aires 1968 ed. Opera Lovers
- Manon Lescaut, amb Plácido Domingo, Alberto Rinaldi, Carlo Badioli, dir. Bruno Bartoletti - en directe a Chicago 1968 ed. Opera Lovers
- I masnadieri, amb Renato Cioni, Licinio Montefusco, Carlo Cava, dir. Riccardo Muti - en directe a Florència 1969 ed. Arkadia
- Luisa Miller, amb Richard Tucker, Mario Zanasi, Paolo Washington, Adriana Lazzarini, Giovanni Foiani, dir. Francesco Molinari Pradelli - en directe a La Scala 1969 ed. Curcio
- La bohème, amb Franco Corelli, Giangiacomo Guelfi, Elvidia Ferracuti, Nicola Zaccaria, dir. Franco Mannino - en directe a Macerata 1971 ed. Lyric Distribution/Opera Lovers
- Aida, amb Franco Corelli, Maria Luisa Nave, Giampiero Mastromei, Agostino Ferrin, dir. Oliviero De Fabritiis - en directe a Verona 1972 ed. Myto
- Attila, amb Ruggero Raimondi, Renato Bruson, Bruno Prevedi, dir. Giuseppe Patanè - en directe a Palerm 1972 ed. Charles Handelman
- Recital d'àries de Verdi (2004), ed. Dynamic, cat. 2040.